# Bazilica Sfânta Maria din Gdańsk
Bazilica „Sfânta Maria” din Gdańsk (în poloneză Bazylika konkatedralna Wniebowzięcia Najświętszej Maryi Panny (Bazylika Mariacka), în germană Marienkirche) este cea mai mare biserică catolică din Polonia și cea mai mare biserică de cărămidă din lume, având o lungime de 105 m și o lățime de 66 m. Altarul principal al bisericii este un altar poliptic gotic care datează din 1511-1517 și a fost realizat de meșterul Michael din Augsburg. Celebrul ceas astronomic din biserică, cu o înălțime de peste 14 m, a fost realizat de Hans Düringer în 1464-1470. 
După reforma protestantă biserica a fost folosită mai întâi alternativ de catolici și luterani, apoi exclusiv de luterani. Până în 1945 a fost cea mai mare biserică luterană din lume. După alungarea germanilor din Danzig biserica a trecut în serviciu polonez, ca biserică romano-catolică.
În biserică se află mormântul poetului Martin Opitz, care a activat pentru o vreme la Alba Iulia.